# Paul Westphal
Paul Westphal (30 de novembro de 1950 – 2 de janeiro de 2021) foi um basquetebolista estadunidense e treinador da National Basketball Association.
Como jogador, atuou em três anos pelo Boston Celtics, com o qual conquistou a temporada da NBA de 1973–74. Posteriormente, foi eleito três vezes para o primeira equipe do All-NBA, quando jogava pelo Phoenix Suns.
Como treinador, dirigiu equipes como Phoenix Suns e Seattle SuperSonics.
Foi introduzido ao Basketball Hall of Fame em 2019. Morreu em 2 de janeiro de 2021, aos 70 anos, devido a um tumor cerebral.

## Estatísticas na NBA

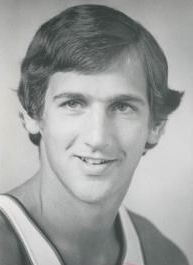
Westphal em 1975.

| † | Campeão da Liga |
|   | Líder da Liga   |

### Temporada regular
| Ano      | Equipe   | PJ  | PT | MPJ  | AP   | 3P   | LL   | RT  | AS  | BR  | TO  | PPJ  |
| -------- | -------- | --- | -- | ---- | ---- | ---- | ---- | --- | --- | --- | --- | ---- |
| 1972-73  | Boston   | 60  | -  | 8.0  | .420 | -    | .779 | 1.1 | 1.2 | -   | -   | 4.1  |
| 1973-74  | Boston†  | 82  | -  | 14.2 | .501 | -    | .732 | 1.7 | 2.1 | 0.5 | 0.4 | 7.2  |
| 1974-75  | Boston   | 82  | -  | 19.3 | .510 | -    | .763 | 2.0 | 2.9 | 1.0 | 0.4 | 9.8  |
| 1975-76  | Phoenix  | 82  | -  | 36.1 | .494 | -    | .830 | 3.2 | 5.4 | 2.6 | 0.5 | 20.5 |
| 1976-77  | Phoenix  | 81  | -  | 32.1 | .518 | -    | .825 | 2.3 | 5.7 | 1.7 | 0.3 | 21.3 |
| 1977-78  | Phoenix  | 80  | -  | 31.0 | .516 | -    | .813 | 2.1 | 5.5 | 1.7 | 0.4 | 25.2 |
| 1978-79  | Phoenix  | 81  | -  | 32.6 | .535 | -    | .837 | 2.0 | 6.5 | 1.4 | 0.3 | 24.0 |
| 1979-80  | Phoenix  | 82  | -  | 32.5 | .525 | .280 | .862 | 2.3 | 5.1 | 1.5 | 0.4 | 21.9 |
| 1980-81  | Seattle  | 36  | -  | 29.9 | .442 | .240 | .832 | 1.9 | 4.1 | 1.3 | 0.4 | 16.7 |
| 1981-82  | Knicks   | 18  | 12 | 25.1 | .443 | .250 | .766 | 1.2 | 5.6 | 1.1 | 0.4 | 11.7 |
| 1982-83  | Knicks   | 80  | 59 | 24.7 | .459 | .292 | .804 | 1.4 | 5.5 | 1.1 | 0.2 | 10.0 |
| 1983-84  | Phoenix  | 59  | 2  | 14.7 | .460 | .269 | .824 | 0.7 | 2.5 | 0.7 | 0.1 | 7.0  |
| Carreira | Carreira | 823 | 73 | 25.5 | .504 | .275 | .820 | 1.9 | 4.4 | 1.3 | 0.3 | 15.6 |
| All-Star | All-Star | 5   | 4  | 25.6 | .632 | .000 | .688 | 1.4 | 4.8 | 1.2 | 1.0 | 19.4 |

### Playoffs
| Ano      | Equipe   | PJ  | PT | MPJ  | AP   | 3P   | LL   | RT  | AS  | BR  | TO  | PPJ  |
| -------- | -------- | --- | -- | ---- | ---- | ---- | ---- | --- | --- | --- | --- | ---- |
| 1973     | Boston   | 11  | -  | 9.9  | .487 | -    | .714 | 0.6 | 0.8 | -   | -   | 3.9  |
| 1974     | Boston†  | 18  | -  | 13.4 | .460 | -    | .733 | 1.2 | 1.7 | 0.4 | 0.1 | 5.7  |
| 1975     | Boston   | 11  | -  | 16.6 | .469 | -    | .667 | 1.2 | 2.9 | 0.5 | 0.2 | 8.0  |
| 1976     | Phoenix  | 19  | -  | 36.1 | .511 | -    | .763 | 2.5 | 5.1 | 1.8 | 0.5 | 21.1 |
| 1978     | Phoenix  | 2   | -  | 33.0 | .468 | -    | .889 | 3.0 | 9.5 | 0.5 | 0.0 | 26.0 |
| 1979     | Phoenix  | 15  | -  | 35.6 | .495 | -    | .788 | 2.2 | 4.3 | 1.0 | 0.3 | 22.4 |
| 1980     | Phoenix  | 8   | -  | 31.6 | .486 | .083 | .875 | 1.3 | 3.9 | 1.4 | 0.4 | 20.9 |
| 1983     | Knicks   | 6   | -  | 26.0 | .440 | .375 | .769 | 1.3 | 5.7 | 0.3 | 0.3 | 9.5  |
| 1984     | Phoenix  | 17  | -  | 13.1 | .375 | .222 | .875 | 0.5 | 2.2 | 0.7 | 0.0 | 5.3  |
| Carreira | Carreira | 107 | -  | 22.9 | .481 | .207 | .789 | 1.4 | 3.3 | 0.9 | 0.2 | 12.5 |

## Prêmio e homenagens
Como jogador
- Membro do Naismith Basketball Hall of Fame: 2019
- National Basketball Association (NBA):
  - Campeão da NBA: 1974;
  - '5x NBA All-Star: 1977, 1978, 1979, 1980, 1981;
  - 4x All-NBA Team:
    - primeiro time: 1977, 1979, 1980;
    - segundo time: 1978;

  - NBA Comeback Player of the Year (Retorno do Ano): 1983
  - Número 44 aposentado pelo Phoenix Suns

Como treinador
- - 2x Treinador do NBA All-Star Game: 1993, 1995